# Hartmut Vorjohann
Hartmut Vorjohann (* 4. června 1963 Harsewinkel) je saský politik za CDU. Mezi lety 2019 a 2024 zastával funkci saského státního ministra financí.

## Život
Vorjohann studoval na Filipově univerzitě Marburg, kterou absolvoval jako diplomovaný ekonom a diplomovaný politolog. V letech 1992–2000 pracoval v různých pozicích na radnici v Lipsku, naposledy jako vedoucí finančního oddělení. Následně byl v letech 2000–2002 zaměstnaný v soukromé poradenské společnosti. V letech 2003–2016 působil jako radní pro finance a nemovitosti v Drážďanech. Během jeho působení splatilo město Drážďany v roce 2006 své dluhy ve výši 784 milionů eur prodejem městského bytového podniku Woba americkému zajišťovacímu fondu za částku 1,7 miliardy eur. V letech 2017–2019 působil v Drážďanech jako radní pro vzdělávání a mládež.
Vorjohann je ženatý a má dvě děti.

## Politika
V roce 2005 vstoupil do CDU. Dne 20. prosince 2019 byl jmenován saským státním ministrem financí v druhé vládě Michaela Kretschmera. V této funkci skončil 19. prosince 2024 v souvislosti s nástupem třetí vlády Michaela Kretschmera.